# 홍범구주
홍범구주(洪範九疇)는 중국 상고(上古)시대에 하(夏)나라의 우(禹)왕이 요순(堯舜) 이래의 사상을 집대성(集大成)한 천지의 대법(大法)으로 알려진 정치 도덕의 기본적 아홉 법칙을 말한다.

## 구성
홍범은 대법(大法)을 말하고, 구주는 9개 조(條)를 말하는 것으로, 즉 9개 조항의 큰 법이라는 뜻이다.
우왕이 홍수를 다스릴 때 하늘로부터 받은 낙서(洛書)를 보고 만들었다고 한다. 주나라 무왕(武王)이 기자(箕子)에게 선정의 방안을 물었을 때 기자가 이 홍범구주로써 교시하였다고 한다. 《서경》 주서(周書) 홍범편에 수록되어 있다. 9조목은 오행(五行)·오사(五事)·팔정(八政)·오기(五紀)·황극(皇極)·삼덕(三德)·계의(稽疑)·서징(庶徵) 및 오복(五福)과 육극(六極)이다.
제1조, 오행 : 수(水)·화(火)·목(木)·금(金)·토(土)를 지칭한다. 물은 물체를 적시고 아래로 흘러 가는 성질을 가지고 있고, 불은 물체를 태우고 위로 올라 가는 성질이 있으며, 나무는 구부러지고 곧게 자라는 성질이 있고, 쇠는 조작에 의해 자유롭게 변형하는 성질이 있으며, 흙은 곡식을 길러 거두게 하는 성질이 있다.
물체를 적시고 아래로 흘러 가는 성질은 짠 맛을, 물체를 태우고 위로 올라 가는 성질은 쓴 맛을, 구부러지고 곧게 자라는 성질은 신 맛을, 조작에 의해 자유롭게 변하는 성질은 매운 맛을, 곡식을 길러 거두게 하는 성질은 단 맛을 내게 한다.
제2조, 오사 : 외모, 말, 보는 것, 듣는 것, 생각하는 것을 지칭한다. 외모는 공손해야 하고, 말은 조리가 있어야 하며, 보는 것은 밝아야 하고, 듣는 것은 분명해야 하며, 생각하는 것은 지혜로워야 한다. 공손함은 엄숙을, 조리가 있음은 이치를, 밝음은 맑음을, 분명함은 도모를, 지혜는 성인을 만드는 것이다.
제3조, 팔정 : 양식 관리, 재정 주관, 제사 관리, 백성 교육, 범죄 단속, 손님 대접, 양병 및 백성의 땅 관리를 말한다.
제4조, 오기 : 해［歲］·달［月］·날［日］·별［辰］·역법(曆法)의 계산을 지칭한다.
제5조, 황극 : 임금의 법도로서 임금이 정치의 법을 세우는 것이다. 오복을 백성들에게 베풀어주면, 백성들도 왕의 법을 따를 것이다. 백성들이 음모를 도모하지 않고, 관리들이 자기에게 유리한 행정을 하지 않으면 왕은 법을 실행하는 결과가 되는 것이다.
백성들이 할 일을 계획하고 실천하고 노력하면, 왕은 그들에게 깊은 관심을 가져야 한다. 백성들이 법도를 위배했더라도 커다란 허물이 없을 때에는 왕은 이들을 용납해야 한다. 의지할 곳이 없는 사람을 학대하지 말고 고매한 인격자를 존경해야 한다. 재능이 있는 사람을 격려해 주면 나라는 발전할 것이다.
덕을 좋아하지 않는 사람들에게는 왕이 혜택을 준다 해도 그들은 왕을 이용해 죄악을 범할 것이다. 자기 쪽으로 치우치거나 기울어짐이 없으면 왕도는 넓고도 넓을 것이며, 기울어지거나 치우침이 없으면 왕도는 평평(平平)할 것이고, 위배되지 않고 편벽되지 않으면 왕도는 정직할 것이다.
왕의 법도를 반포하는 말은 불변의 교훈이 되는 것이며, 이는 상제(上帝)의 교훈이기도 한 것이다. 법도를 반포하는 말을 백성들이 교훈 삼아 행동으로 옮긴다면, 이는 곧 천자의 광명함에 가까워지는 것이고, 천자는 백성의 부모가 되어 천하를 다스리는 것이다.
제6조, 삼덕 : 정직·강극(剛克)·유극(柔克)을 말한다. 평화스럽고 안락할 때에는 정직을 중시하고, 강하고 굴복하지 않을 때에는 강극을 중시하며, 화합할 때에는 유극을 중시해야 한다. 침잠할 때에는 강(剛)함으로써 극복하고, 높고 밝음에는 유(柔)함으로써 극복하는 것이다.
왕은 복을 내릴 수 있고, 위엄을 보여줄 수 있고, 성찬을 받을 수 있다. 신하가 복을 내리거나, 위엄을 보이거나, 성찬을 받을 수 있다면, 그 피해가 자기 집에 미치고 그 흉함이 나라에 미치게 될 것이다. 관리들이 정사를 그르치게 되면 백성들이 왕에게 외람된 태도로 나와 과오를 범할 것이다.
제7조, 계의 : 복(卜)과 서(筮)의 점을 치는 사람을 임명하고 그들에게 점을 치게 하는 것을 말한다. 복서의 점을 치는 사람들은 비·갬·안개·맑음, 흐린 뒤 맑음, 정괘(貞卦)·회괘(悔卦)에 관한 예보를 한다. 이 일곱 가지의 예보는 복점에 의한 것이 다섯 가지, 서점에 의한 것이 두 가지로서, 이러한 점은 변화하는 현상을 미루어 이루어지는 것이다.
복점과 서점을 치는 사람들에게 명해 점을 치게 되는 경우, 왕은 세 사람이 점을 쳤다면 그 중 두 사람의 점친 결과를 따라야 한다. 왕에게 큰 의문이 생기면 자신의 마음에 물어 보고, 귀족이나 관리에게 물어 보며, 백성들에게 물어 보고, 복서인(卜筮人)에게 물어 보아야 한다.
왕이 좋다고 생각하고, 복서의 점이 좋다고 하고, 귀족이나 관리가 좋다고 하고, 백성들까지 좋다고 한다면, 바로 이러한 상황을 대동(大同)이라고 말하는 것이다. 대동의 합의가 이루어지면 왕은 안락할 것이고, 자손들은 번창할 것이다. 귀족과 관리들이 좋다고 하고 복서의 점이 좋다고 하는데 왕과 백성이 좋다고 하지 않을지라도 길할 것이다.
백성이 좋다고 하고 복서의 점이 좋다고 하는데 왕과 귀족 관리들이 좋지 않다고 하더라도 길할 것이다. 왕이 좋다고 하고 복의 점이 좋다고 하는데 서의 점과 귀족·관리·백성이 좋지 않다고 하면 내적인 일에는 길하나 외적인 일에는 흉할 것이다. 복서의 점이 함께 사람들을 거역할 경우, 조용하면 길하고 움직이면 흉하다고 보는 것 등이다.
제8조, 서징 : 비·맑음·따뜻함·추움·바람 및 계절의 변화를 지칭하는 것이다. 이 다섯 가지 날씨의 변화가 알맞게 조화를 이루면 모든 초목은 무성할 것이다. 다섯 가지 날씨의 변화 가운데 어느 한 가지 현상만 두드러지게 나타나도 흉하고, 어느 한 가지의 현상이 나타나지 않아도 흉한 것이다.
왕은 해를, 귀족과 관리는 달을, 낮은 관리는 날을 관찰해야 한다. 해와 달과 날이 함께 조화를 이루어 계절의 순환이 순조로우면 모든 곡식이 잘 여물고, 선정이 이루어지며, 백성들이 매우 활동적이고, 국가가 평화로워질 것이다.
백성들은 별과 같으며 별은 바람과 비를 좋아한다. 해와 달의 운행은 겨울과 여름을 있게 하고, 달이 별을 따름으로써 바람과 비를 생기게 한다.
제9조, 오복과 육극 : 오복은 수(壽)·부(富)·강녕(康寧)·유호덕(攸好德)·고종명(考終命)을 말하고, 육극은 횡사요절·질병·근심·빈곤·악·약함을 지칭한다.

《서경》(書經)은 주서(周書)의 편명으로 중국 하(夏) 나라 우(禹) 임금이 홍수를 다스릴 때 하늘로부터 받은 낙서(洛書)를 보고 만들었다고 하는 홍범구주(洪範九疇)가 전해진다. 홍범은 세상의 큰 규범이라는 뜻이며, 구주는 9개의 조항으로 곧 9조목의 큰 법, 또는 정치이념을 말한다. 주나라 무왕(武王)이 기자(箕子)에게 선정(善政)의 방법을 물었을 때 기자가 홍범구주로 교시하였다고 전해지기도 한다.
한국에서는 고구려 소수림왕 2년(372)에 태학(太學)이 설립되었다는 기록으로 보아 실제 유학 사상이 전래된 것은 태학 설립 훨씬 이전으로 추정하는 것이 일반적인 견해이다. 이 무렵 사서삼경을 비롯한 유학 경전이 전래되어 직접·간접으로 당시 한국인에게 영향을 주었으리라는 것이 충분히 인정된다.
동시에, 홍범구주가 가지고 있는 깊은 의미도 한국인의 의식에 깊이 영향을 주었을 것이 분명하며, 이러한 영향은 한국인의 주체 의식을 형성하면서 면면히 이어져 왔다. 그 대표적인 사례는 조선조 이황(李滉)과 이이(李珥)의 사상에서 찾아 볼 수 있다.
퇴계 이황은 ＜무진경연계차＞(戊辰經筵啓箚), ＜진성학십도차＞(進聖學十圖箚), ＜천명도설후서＞(天命圖說後筮), ＜답김이정＞(答金而精) 등에서 홍범구주의 내용 일부를 인용, 자신의 학설을 전개하고 있다. 율곡 이이도 ＜역수책＞(易數策), ＜천도책＞(天道策) 등에서 홍범구주의 내용 일부를 인용, 자신의 학설을 전개하고 있다.

## 같이 보기
- 하나라
- 우왕
- 요순(堯舜)
- 서경(書經)
- 사서삼경

## 참고 자료
- 「중국의 우주론과 청대의 과학혁명」, 하도 낙서에 대한 비판, 존 헨더슨 저, 문중양 역, 소명출판(2004년, 105~251p)
- 「실증주역」, 지화명이(地火明夷), 황태연 저, 청계(2008년, 575~581p)

- 이 문서에는 다음커뮤니케이션(현 카카오)에서 GFDL 또는 CC-SA 라이선스로 배포한 글로벌 세계대백과사전의 내용을 기초로 작성된 글이 포함되어 있습니다.